# Hydrurus foetidus
Hydrurus foetidus ist eine zu den Goldbraunen Algen (Chrysophyceae) gehörende Süßwasseralge. Anders als die meist einzelligen Vertreter der Klasse bildet sie große, auch makroskopisch erkennbare Thalli, die durch einen charakteristischen, recht unangenehmen Geruch auffallen („foetidus“ bedeutet stinkend). Die Art ist weltweit verbreitet und bevorzugt kalte, fließende, meist recht nährstoffarme Gewässer, zum Beispiel Gletscherbäche der Alpen.

## Beschreibung
Die kolonieartigen Thalli von Hydrurus foetidus
sind, je nach Standortbedingungen recht vielgestaltig. Typischerweise bildet sie dunkelbraun bis goldgelb gefärbte fädige Gallertschläuche, die reich verzweigt sein können und dann busch- oder federartig wirken (Wuchsform arbusculär, von lateinisch arbusculum für Bäumchen). Diese können bis zu 30 Zentimeter Länge erreichen. Junge Exemplare oder solche unter ungünstigen Wuchsbedingungen bilden flache, glatte oder gallertige Überzüge auf Hartsubstraten wie Steinen oder Holz aus. In die homogene, farblose Gallerte sind überall, ohne Konzentration im Randbereich, zahlreiche, einzelne unregelmäßig oder reihig angeordnete Zellen von 8 bis 12 Mikrometer Durchmesser eingelagert, wobei die Endzellen, an der Spitze des Thallus, größer sind als die anderen. Der gesamte Thallus ist in eine aus Kohlenhydraten bestehende Scheide eingehüllt. Die Zellen sind kugelig (sphärisch) oder elliptisch, oder birnenförmig. Mikroskopisch ist pro Zelle nur ein band- bis muldenförmiger, zweilappiger Chloroplast erkennbar, der im vorderen (apikalen) Teil der Zelle liegt. Ein Pyrenoid ist vorhanden, aber meist nur an den äußeren Zellen gut erkennbar. Randlich in den Zellen befinden sich oft Vesikel, die das Speicher-Kohlenhydrat Chrysolaminarin einlagern, oft ein auffallender Vesikel pro Zelle. Jede Zelle besitzt mehrere kontraktile Vakuolen, oft zwei oder drei.
Die Thalli der Art besitzen, vor allem beim Reiben mit dem Finger, einen markanten, unangenehm „fischigen“ Geruch.
Die Zellkolonien wachsen an der Spitze, wobei sich die vegetativen Zellen einfach längsteilen. Bei Störungen und unter ungünstigen Bedingungen teilt sich jede Zelle in zwei begeißelte Zoosporen, die ins umgebende Wasser freigesetzt werden. Die Zoosporen besitzen tetraedrische, bis tropfenförmige Gestalt, sie tragen zwei ungleich lange (anisokonte) Geißeln, die kurze Geißel ist dabei rudimentär und kaum erkennbar. An einer günstigen Stelle, auf Hartsubstrat, kann sich die Zoospore festsetzen und zu einem neuen Thallus auswachsen. Meist wandeln sich die meisten Zellen synchron in Zoosporen um, der Thallus geht dabei zugrunde. Außerdem kann die Art Stomatocysten genannte Dauerzellen mit durch Siliciumdioxid-Einlagerung verkieselter Wand ausbilden, diese ist linsenförmig und mittig ringförmig geflügelt. Die Stomatocysten werden vermutlich mittels sexueller Fortpflanzung gebildet, diese ist aber bei der Art noch nicht im Detail verstanden.
Typische Zellkolonien der Art sind durch Form, Färbung und Geruch unverwechselbar. Flache Überzüge können der Art Phaeodermatium rivulare ähnlich sehen, mit der die Art oft zusammen vorkommt. Die Zellen von Phaeodermatium sind kleiner, unregelmäßiger geformt und liegen dichter beieinander. Auch Celoniella palensis kann ähnlich aussehen.

## Ökologie und Standort
Hydrurus foetidus wächst am Gewässergrund (benthisch), aufsitzend auf Hartsubstrat. Sie kommt ausschließlich im Süßwasser, immer in Fließgewässern, vor. Unter günstigen Bedingungen kann sie dichte Überzüge auf der gesamten Gewässersohle ausbilden. Die Art bevorzugt kalte Gewässer, sie geht oberhalb von 10 bis 12 °C Wassertemperatur zurück und stirbt oberhalb 16 °C ab (kalt-stenotherm). In Kultur gedeiht sie am besten bei 2,6 °C Wassertemperatur. Sie kommt in arktischen Breiten und hohen Gebirgen ganzjährig, in wärmeren Klimaten, so auch schon in Mitteleuropa, überwiegend im Winterhalbjahr zur Entwicklung, oft mit Massenvorkommen unmittelbar nach der Schneeschmelze. Manchmal ist noch ein Nebenmaximum im Herbst ausgebildet, ehe im Winter der Lichtgenuss für die Art zu gering wird. In mittleren Breiten, ohne Eisbedeckung, kann sie auch mitten im Winter dichte Bestände aufbauen. Die Art gedeiht am besten in sauberen, nährstoffarmen Gewässern (xeno- bis oligosaprob im Saprobiensystem), kommt aber auch in nährstoffreichen Gewässern höherer Trophie und Saprobie, bis hin zu mäßig belasteten (mesosaproben) noch vor. Sie wird durch moderat hohe Phosphatgehalte im Gewässer gefördert und kann dabei organische Phosphatquellen nutzen. Sie kommt in kalkarmen wie in kalkreichen Gewässern gleichermaßen vor. Die Art bevorzugt in Gewässern Bereiche mit hoher Strömungsgeschwindigkeit (rheobiont, bevorzugt „lotische“ Bedingungen). In Österreich gilt sie, gemeinsam mit der Rotalge Lemanea fluviatilis, als typische Form der alpinen Bergbäche und Quellen. Sie kann hier für die Lebensgemeinschaft von hoher Bedeutung sein. In Nordamerika, wo sie in Bergbächen sowohl im Westen wie im Osten häufig ist, führt die durch die Alge glitschige Gewässersohle mitunter zu Stürzen bei Bergwanderern.

## Verbreitung
Die Art ist fast weltweit verbreitet. Sie kommt in Europa, Asien, Nord- und Südamerika, Australien und Neuseeland und Antarktika vor. Besonders häufig ist sie in arktischen Breiten, etwa auf Grönland und Spitzbergen, sie gilt aber auch in Mitteleuropa in kalten Gewässern als durchaus nicht selten. Zum Äquator hin wird die kaltstenotherme Art rasch seltener und kommt hier nur noch in Gebirgen vor. In einigen südlichen Regionen, so in Kroatien oder der Türkei wurde sie erst vor kurzer Zeit erstmals nachgewiesen.
Ein nach genetischen Befunden sehr nahe verwandte, aber einzellige Form färbte auf King George Island, Antarktis und auf Spitzbergen tauende, von Schmelzwasser durchrieselte Schneefelder braun. Solche Algenblüten sind auch von anderen Vertretern der Chrysophyceae bekannt geworden. Obwohl nahe verwandt, handelt es sich vermutlich um eine andere, bisher unbeschriebene Art. Auch Hydrurus foetidus selbst wurde schon als Überzug in ähnlichen Situationen angegeben, wobei aber unklar ist, ob sich diese Angaben nicht in Wirklichkeit auf eine der nahe verwandten Formen beziehen.

## Systematik und Taxonomie
Die Art wurde, als Conferva foetida durch den Botaniker Dominique Villars in seiner 1789 erschienenen Histoire des plantes du Dauphiné, erstbeschrieben, die Gattung Conferva L. gilt heute als Nomen dubium. 1803 beschrieb sie Jean-Pierre Vaucher als Ulva foetida neu. 1824 beschrieb der Biologe und Geistliche Carl Adolph Agardh in seinem Werk Systema Algarum die Gattung Hydrurus, die ebenfalls von ihm neu beschriebene Typusart Hydrurus vaucheri gilt heute als Synonym von Hydrurus foetidus. Die Gattung gilt meist als monotypisch, einige alte, vermutlich synonyme Namen wie Hydrurus subramosus Wartmann oder Hydrurus ducluzelii C.Agardh sind aber noch nicht anhand von Typusmaterial überprüft, so dass sie von Taxonomen als (dubiose) formale Arten aufrechterhalten werden. Carl Adolph Agardh beschrieb insgesamt vier Arten, die teilweise formal als Varietäten von Hydrurus foetidus eingestuft worden sind, aber heute nicht mehr unterschieden werden.
Die Gattung wurde, mit drei anderen, in eine Familie Hydruraceae vereinigt, die als einzige Familie der Ordnung Hydrurales beschrieben wurde. Diese ist vor allem durch die Form der Zoosporen charakterisiert.
Nach genetischen Analysen anhand der ribosomalen RNA wurde die Position von Hydrurus innerhalb der (monophyletischen) Goldbraunen Algen bestätigt. Die Auflösung innerhalb der Gruppe war allerdings schlecht, so dass eine genaue Phylogenie der Gruppe nicht angegeben werden konnte.